# 呉彦祖
呉 彦祖（ダニエル・ウー、英: Daniel Wu、1974年9月30日 - ）は、バークレー生まれの中国系アメリカ人で、香港の俳優、映画監督である、（籍貫は上海市）。

## 経歴・人物
バークレー出身の(籍貫は上海市)華人系アメリカ人である。ウーの両親は、上海からの移民であった。武術に興味を持ち学び始めたのは、ジェット・リーの映画を見てからではあるが、子供の時からジャッキー・チェンを崇拝していた。高校を卒業後オレゴン大学で建築学を学んだ。1994年の在学中にWushu club（武術クラブ）を設立し、初代コーチとして務めた。1997年に卒業旅行で香港を訪れた際スカウトを受け、卒業後に香港に渡り、映画俳優およびモデルとして活動を開始した。広東語や中国語の読み書きに苦労はしたが映画に出演しながら徐々に克服していった。
2004年に出演した映画『香港国際警察/NEW POLICE STORY』で同年の台湾金馬奨助演男優賞を受賞、2005年の映画『四大天王』で香港電影金像奨の新人監督賞を受賞した。
2010年4月6日に南アフリカにてLisa S.（リサ・エス）と結婚。2013年に長女が誕生、2014年6月、母親の看病のため芸能活動を一時休業すると発表した。

## 主な出演作品

### 映画
『』は日本公開作品（うち、太字は劇場公開作品）、「」は日本未公開作品。
- 1998年
  - 『玻璃の城』
  - 『硝子のジェネレーション〜香港少年激闘団〜』
  - 『美少年の恋』

- 1999年
  - 『パープルストーム』
  - 『ジェネックス・コップ』
  - 『ゴージャス』

- 2000年
  - 「刑 殺之法 Undercover Blues」
  - 『電脳警察 サイバースパイ』

- 2001年
  - 『北京ロック』
  - 『潜入黒社会』
  - 「李歐」（テレビドラマ）
  - 「頭號人物 Headlines」
  - 「野獣之瞳 Born Wild」
  - 『重装警察 HIT TEAM』
  - 『華の愛 遊園驚夢』

- 2002年
  - 『レディ・ウェポン』
  - 「偸窺無罪 THE PEEPING」
  - 「變瞼迷情 Devil Face, Angel Heart」
  - 「新紮師妹 Love Undercover」（CS放映題「ラブ・アンダーカバー」）
  - 「豐胸秘CUP Beauty and the Breast」（CS放映題「豊胸秘CUP」）
  - 『プリンセスD』

- 2003年
  - 『ジェイ・チョウを探して』
  - 『Miss杜十娘』
  - 『妖夜迴廊』 東京国際ファンタスティック映画祭2003で上映
  - 「新紮師妹2 美麗任務 Love Undercover 2 Love Mission」（CS放映題「ラブ・アンダーカバー2」）

- 2004年
  - 『マジック・キッチン』
  - 『エンター・ザ・フェニックス』
  - 『ワンナイト・イン・モンコック』
  - 『80デイズ』
  - 『香港国際警察/NEW POLICE STORY』
  - 『花都大戦 ツインズ・エフェクトII』

- 2005年
  - 『長恨歌』　第18回東京国際映画祭、2006年中国☆上海映画祭で上映
  - 『ドラゴン・プロジェクト』
  - 『ビヨンド・アワ・ケン』　第17回東京国際映画祭、2011年のパン・ホーチョン監督特集で上映
  - 『ディバージェンス 運命の交差点』
  - 『ぼくの最後の恋人』
  - 『四大天王』　第19回東京国際映画祭、大阪アジアン映画祭2007で上映　※監督も

- 2006年
  - 「春田花花同學會 McDull, the Alumni」
  - 『女帝 ［エンペラー］』
  - 『プロジェクトBB』

- 2007年
  - 『プロテージ/偽りの絆』「イー・トンシン監督映画祭」で特別上映後、DVD発売
  - 「明明」
  - 『ブラッド・ブラザーズ－天堂口－』

- 2009年
  - 『盗聴犯〜死のインサイダー取引〜』「2012 夏の香港傑作映画まつり」で上映後、DVD発売
  - 「如夢」
  - 『新宿インシデント』

- 2010年
  - 『トリプルタップ』
  - 『一触即発』 　　
  - 『赤い星の生まれ』　2011東京／札幌・中国映画週間で上映　
  - 『単身男女』　第6回大阪アジアン映画祭で『単身男女』の邦題で、2012東京／長崎・中国映画週間で『独身の行方』の邦題で上映
  - 『ジャスト・ア・ヒーロー』　第7回大阪アジアン映画祭で上映（映画祭邦題『離れられない』）後、DVD発売
  - 『ホット・サマー・デイズ』　第23回東京国際映画祭で上映後、DVD発売

- 2011年　　
  - 『盗聴犯〜狙われたブローカー〜』「2012 夏の香港傑作映画まつり」で上映後、DVD発売
  - 『レッドアース』（『香港四重奏』の中の一編）　第24回東京国際映画祭で上映

- 2012年　　
  - 『大魔術師“X”のダブル・トリック』「2012-13 冬の香港傑作映画まつり」で上映後、DVD発売
  - 『項羽と劉邦 鴻門の会』
  - 『ライジング・ドラゴン』
  - 『アイアン・フィスト』

- 2013年　　
  - 『控制/コントロール（中国語版）』
  - 『エウロパ（中国語版）』

- 2014年
  - 『クリミナル・アフェア 魔警（中国語版）』
  - 『インターセプション 盗聴戦（中国語版）』「2015夏の香港・中国エンターテイメント映画祭り」で上映
  - 『単身男女2』　第10回大阪アジアン映画祭で『単身男女2』の邦題で上映

- 2016年
  - 『ウォークラフト』　
  - 『スカイ・オン・ファイア 〜奪われたiPS細胞〜』「のむらコレクション」で上映

- 2017年
  - 『ジオストーム』

- 2018年
  - 『トゥームレイダー ファースト・ミッション』

- 2020年
  - 『オーヴァーヒート 最後の制裁』

- 2021年
  - 『レミニセンス』

- 2024年
  - 『デクリプト』「2024東京・中国映画週間」で上映

### テレビドラマ
- 2015年
  - 『バッドランド 〜最強の戦士〜 シーズン1』兼製作総指揮
- 2017年
  - 『バッドランド 〜最強の戦士〜 シーズン2』兼製作総指揮
- 2018～2019年
  - 『バッドランド 〜最強の戦士〜 シーズン3』兼製作総指揮
- 2022年
  - 『ウエストワールド』